# لوريتا أبوت
لوريتا أبوت (بالإنجليزية: Loretta Abbott)‏ هي مصممة رقص أمريكية، ولدت في 1 مارس 1933 في نيويورك في الولايات المتحدة، وتوفيت في 5 يونيو 2016.

## وصلات خارجية
- لوريتا أبوت على موقع قاعدة بيانات برودواي على الإنترنت (الإنجليزية)